# صناع العليا (الحد)
صناع العليا هي إحدى قرى عزلة الحد بمديرية الحد التابعة لمحافظة لحج، بلغ تعداد سكانها 1069 نسمة حسب تعداد اليمن لعام 2004.